# Michael Poulsen
Michael Schøn Poulsen (* 1. dubna 1975, Slagelse) je hlavní zpěvák, kytarista a textař skupiny Volbeat. Před Volbeatem hrával v kapele Dominus, což byla dánská death metalová kapela.
Poulsen vyrůstal v malém městečku nedaleko Kodaně v dělnické rodině. Má sestru dvojče a dvě mladší sestry, které jsou také dvojčata. Rozhodně velký vliv na jeho kariéru měli rodiče, kteří byli velkými fanoušky Elvise Presleyho, Johnyho Cashe a Chucka Berryho. Jako teenager poslouchal Metallicu, Iron Maiden, Whitesnake, Deep Purple nebo Black Sabbath.
Sám začal hrát na kytaru a skládal texty. Zkoušel death metal, ale chtěl do nich zapojit více rock 'n' rollových textů. Takže založil kapelu Volbeat. Po vydání dvou demosnímků debutovala v roce 2005 kapela s albem The Strength/The Sound/The Songs.